# Volkswagen Karmann Ghia
El Karmann Ghia (Tipo 14) fue un cupé 2+2 y un descapotable (convertible) de dos plazas comercializado por Volkswagen en el periodo comprendido entre 1955 y 1974. Ambas variantes diseñadas por Carrozzeria Ghia y ensamblados por la carrocera alemana Karmann.
Esta combinación proporcionó grandes éxitos a Volkswagen, de tal forma que su producción tuvo que ser duplicada al poco tiempo de su introducción al mercado, llegando a ser el Karmann Ghia el automóvil más importado en los Estados Unidos. El diseñador industrial norteamericano Walter Dorwin Teague seleccionó al Karmann Ghia dentro de su lista de los productos con diseño más bello en el mundo.
En 1961, Volkswagen presentó al mercado una variante: el Karmann Ghia Tipo 34, únicamente disponible en cupé, con un estilo menos redondeado, basado en la mecánica del Volkswagen Tipo 3, mientras que en Brasil, en 1971 se introdujo otra variante exclusiva para América del Sur: el Karmann Ghia TC con una apariencia más acorde a la época.
Durante su periodo de producción, más de 445.000 unidades del Karmann Ghia salieron de las líneas de producción de Osnabrück, en Alemania, mientras que de las líneas de Volkswagen Brasil salieron 41,600 unidades.

## Karmann Ghia Tipo 14
El Karmann Ghia se presentó por primera vez en el Salón del Automóvil de París de 1953 como un autoconcepto estilístico realizado para Ghia por Luigi Segre. Durante la primera mitad de los años 50, Volkswagen producía vehículos pequeños, con buenas cifras de consumo de combustible y muy confiables (como el Volkswagen Sedán). A medida que el mundo se iba recuperando de la Segunda Guerra Mundial, la gente demandaba autos con mejor apariencia más elegante y estilizada. Fue entonces cuando al percatarse de esto, los ejecutivos de Volkswagen decidieron desarrollar un auto de «imagen» para este tipo de cliente de la postguerra. El Karmann Ghia, el primer intento formal de Volkswagen para adentrarse en el segmento de los automóviles deportivos, fue creado en 1956. Si bien su potencia era limitada para ser un auto de corte deportivo, su estilo refinado y su precio razonable le redituaron muy buenas cifras de venta.

Karmann Ghia descapotable

Volkswagen contrató al carrocero alemán Karmann para la producción de este vehículo. Karmann a su vez contrató a la firma italiana Ghia para encargarse del diseño. Ghia tomó un diseño ya existente, pero todavía no utilizado (originalmente concebido para un Chrysler o un Studebaker). Este fue modificado para poder ser ensamblado junto con un chasis de un Volkswagen Sedán que había sido ensanchada 30 cm .
La carrocería del Karmann Ghia era hecha a mano, lo que lo encarecía significativamente frente al Volkswagen Sedán producido de una forma más automatizada, cosa que se reflejaba en el precio final del automóvil. 
El diseño del prototipo fue bien recibido por los ejecutivos de Volkswagen, y en agosto de 1955, el primer Karmann Ghia fue producido en la planta de Karmann en Osnabrück, Alemania. La reacción del público hacia este nuevo modelo fue excelente, llegándose a vender más de 10,000 unidades en su primer año, por lo que las expectativas de Volkswagen fueron superadas.
Ya que todos los Karmann Ghia utilizaban el mismo motor bóxer enfriado por aire que el Volkswagen Sedán, no podía ser considerado como un verdadero automóvil deportivo, sin embargo, su estética y confiabilidad compensaron esta deficiencia. El Karmann Ghia igualmente recibió las mejoras mecánicas del Volkswagen Sedán conforme iba pasando el tiempo.
En agosto de 1957 se introdujo la variante descapotable (convertible). Aunque por algunos ya era considerado como modelo 1958, la modalidad que primeramente tuvieron los fabricantes de automóviles norteamericanos de etiquetar sus modelos producidos en agosto como modelos del año siguiente no fue adoptada por los constructores alemanes hasta 1965. En agosto de 1964, los números de serie de Volkswagen comenzaron a presentar el último dígito del año de producción en el tercer dígito de dicho número de VIN o de serie.

## Karmann Ghia Tipo 34

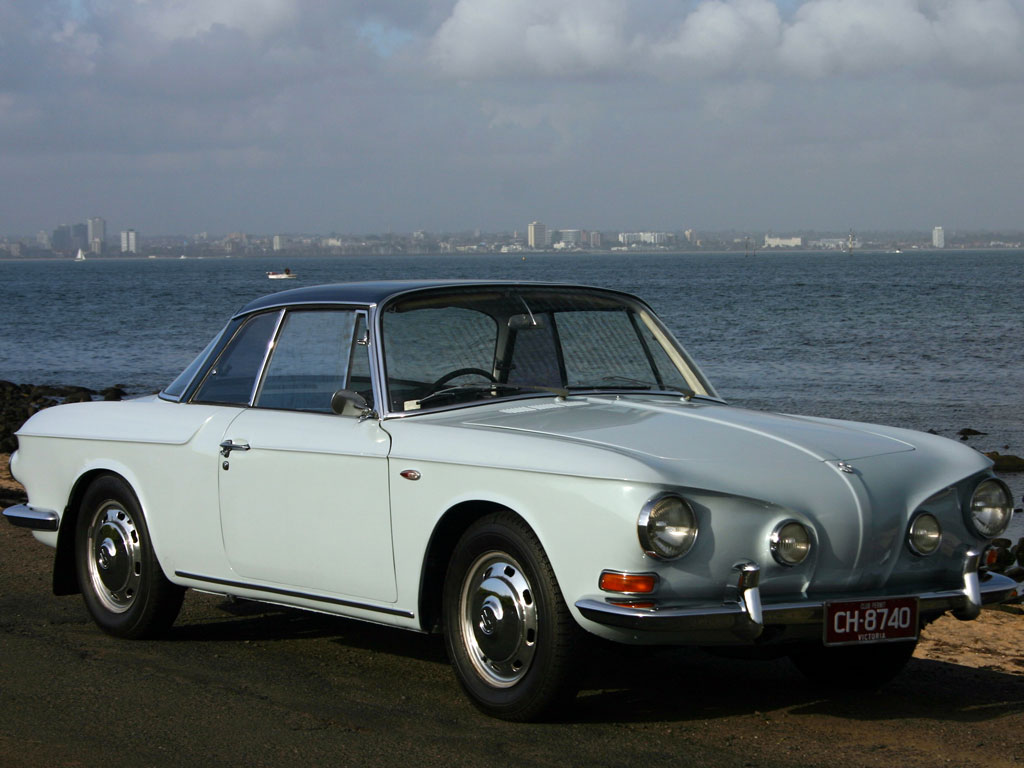
Karmann Ghia Tipo 34 (1966)

En 1961, Volkswagen presenta el Karmann Ghia Tipo 34, basado en la plataforma del Volkswagen Tipo 3. Con este auto, se lanzó el motor 1500 de Volkswagen. Este era el Volkswagen más rápido, más lujoso y más caro en su tiempo. Por la confusión que daba su nombre los ingleses le llamaban «Razor's Edge Ghia», los alemanes «Der Große Karmann», mientras que en los Estados Unidos es conocido como «The European Ghia».
Un equipo opcional muy interesante que tuvo disponible fue un techo corredizo eléctrico, que le fue copiado a Porsche, quien lo introdujo en 1961. La estética de este modelo era más angular en contra de la estética más curveada del Karmann Ghia Tipo 14. Esto le dio como ventaja el hecho de ofrecer mayor espacio interior y de cajuela.

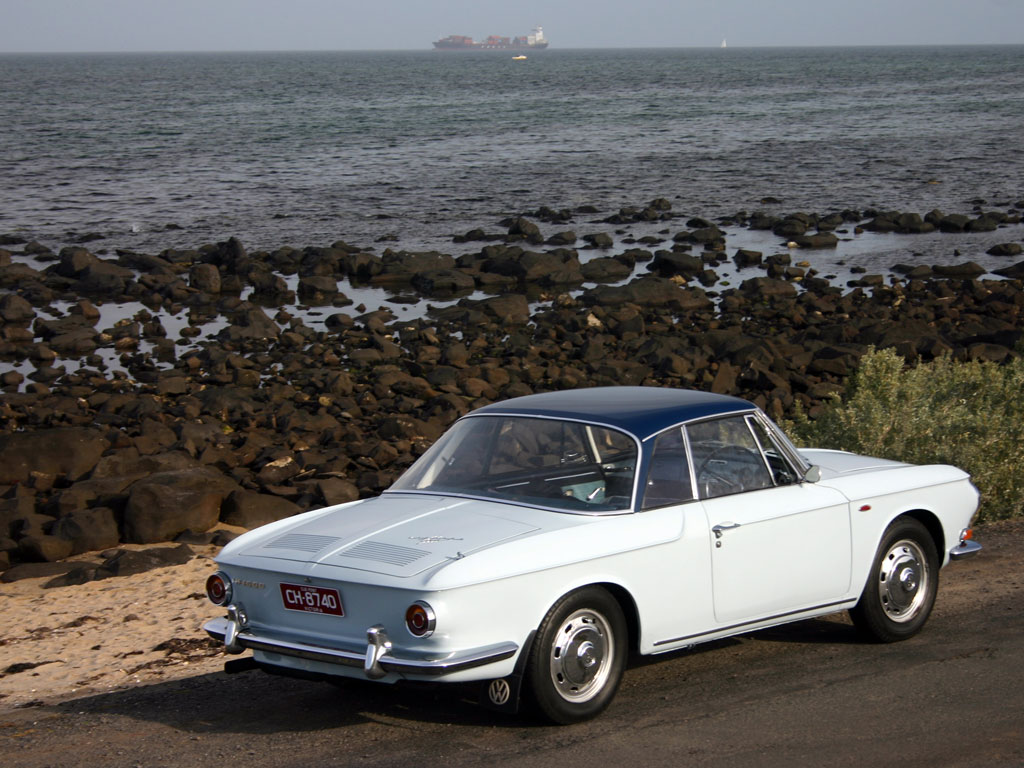
Karmann Ghia Tipo 34 (1966)

Hasta que fue reemplazado por el VW-Porsche 914, este fue el automóvil de pasajeros de más lujo y mayor costo que manufacturó Volkswagen en los años 60. En muchos de los mercados donde se vendió, costaba el doble que el Escarabajo. Este alto precio tuvo como consecuencia que nunca se generara una gran demanda en torno a este modelo, por lo que solamente 42.505 unidades (más 17 prototipos de una versión descapotable que jamás vio la luz) fueron producidas entre 1962 y 1969 (aproximadamente unas 5.000 unidades anuales). Hoy día, el tipo 34 se considera como un automóvil de colección que se encuentra con cierta dificultad.
Aunque el Karmann Ghia Tipo 34 se comercializó en muchos países, nunca se comercializó de manera oficial en los Estados Unidos, que fue durante muchos años el mercado más grande para la marca fuera de Alemania –otra de las razones de sus bajas ventas–. Muchas unidades se han ido importando hacia los Estados Unidos, principalmente vía Canadá, por lo que hoy día, los Estados Unidos es el país donde existe la mayor cantidad de los tipo 34 conocidos en el mundo (aproximadamente 400 de un total de entre 1.500 a 2.000 unidades).
Al igual que el Karmann Ghia tipo 14, el tipo 34 fue diseñado por Carrozzeria Ghia en Turín, Italia, si bien hay ciertas similitudes estéticamente hablando entre ambos modelos, éstos lucen radicalmente distintos. El tipo 14 fue montado sobre el chasis de un Volkswagen Tipo 1, mientras el tipo 34 fue montado en el chasís del Volkswagen Tipo 3, por lo que incluye sus características, tales como el motor plano o la suspensión delantera única de este modelo. La carrocería y el diseño del interior son exclusivos de este modelo, lo que dificulta extremadamente su labor de restauración.

## Karmann Ghia TC

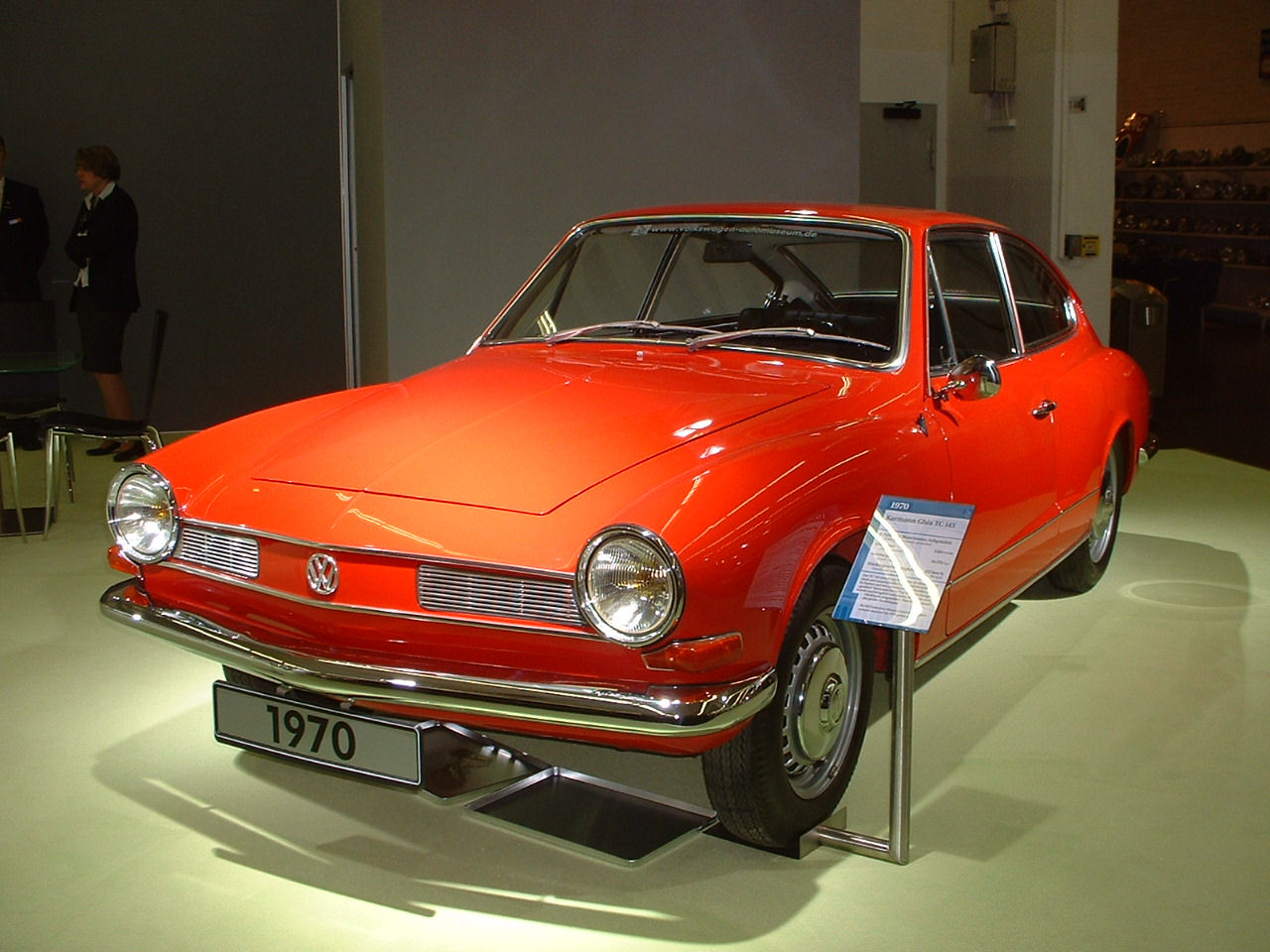
Karmann Ghia TC. Un modelo exclusivo de Volkswagen do Brasil.

El Karmann Ghia Tipo 14 fue un modelo cuya estética gustó mucho en su época, además que no tenía competencia en el mercado brasileño, sin embargo, fue el paso de los años el que estaba marcando el final de este modelo.
En un intento por reactivar sus ventas, Volkswagen do Brasil presentó en 1970 el Karmann Ghia TC, cuya nomenclatura interna es la de Tipo 145. Aunque mucho de su estética recuerda mucho al Tipo 14, el Karmann Ghia TC es un modelo distinto, destinado a un nicho superior de mercado. Se concibió este modelo sobre la plataforma del Volkswagen 1600 brasileño en vez de la del Volkswagen Tipo 1. Su diseño tipo fastback, así como sus calaberas alargadas colocadas hacia los lados le hacían tener cierta semejanza con el Porsche 911.
El hecho de contar con frenos de disco en las ruedas delanteras y un centro de gravedad muy bajo contribuían a un comportamiento deportivo (que era lo que deseaba Volkswagen plasmar). El motor es el 1.6 L de 65 CV y un torque de 12 mkg alimentado por dos carburadores de cuerpo simple. El resultado de todo esto fue que el Karmann Ghia TC fuera capaz de alcanzar los 145 km/h.
Si bien el Karmann Ghia TC era una propuesta innovadora en el mercado brasileño en un nicho no explotado, su alto precio, además de dos competidores contribuyeron a una corta vida de este modelo. Uno de ellos es el Puma GT cuyo periodo de mayor éxito comercial coincidió con el del TC, y el otro provenía de la misma Volkswagen do Brasil, el SP que tenía una apariencia todavía más deportiva y atractiva, por lo cual, en 1975, fue descontinuada la producción del último Volkswagen Karmann Ghia.

## El Karmann Ghia en el mercado de Brasil
El gran éxito conseguido por este auto tanto en Europa como en Estados Unidos, al igual que los muy ambiciosos planes de  crecimiento de Volkswagen en Brasil, hizo que la firma tomara la decisión de producirlo en Brasil en 1962, presentándose el tipo 14 ese mismo año con el mismo motor disponible en Europa, el 1.2 L con 36 CV.
En 1967 el motor 1.2 L fue sustituido por el ya muy conocido motor 1.5 L con 52 CV dándole un poco más de deportividad al modelo, llevándolo a una velocidad máxima de 125 km/h, igualmente el sistema eléctrico pasa de 6 V a  12 V y se cambia el diseño de las calaberas traseras. A fines de ese año se lanza el Karmann Ghia convertible que es uno de los modelos brasileños más raros y valorados en todo el mundo. Apenas fueron producidas 177 unidades. A mediados de 1969 cambia el diseño del pasarruedas trasero dejando más visible las ruedas traseras.
Para 1970 el Karmann Ghia recibe un nuevo motor 1.6 L con 50 CV, que no obstante tener 2 CV menos lograba mejores cifras de torque, situándose ahora en los 10.8 mkg a 2,800 rpm, en vez de los anteriores 9.9 kgm del viejo 1500, que respondía de manera más contundente en cuanto a aceleración y recuperación. En el sistema de frenos fueron sustituidos los tambores delanteros por frenos de disco, y las defensas eran más grandes además de tener protectores de caucho. Estos cambios revitalizaron al modelo. En 1972, Volkswagen decide descontinuarlo de la producción en Brasil, mientras que el modelo europeo duraría otros dos años más en producción.

## Producción del Karmann Ghia
- Producción en Alemania:     425,238 unidades[7]
  - Tipo 14 Cupé:             364.401 unidades
  - Tipo 14 Cabriolet:          80.837 unidades
  - Tipo 34 Cupé:              42.505 unidades

- Producción en Brasil:        41.689 unidades[8]
  - Tipo 14 Cupé:              23,393 unidades
  - Tipo 14 Cabriolet:             177 unidades
  - Tipo 145 Cupé (Karmann Ghia TC): 18.119 unidades

## Cronología del Volkswagen Karmann Ghia

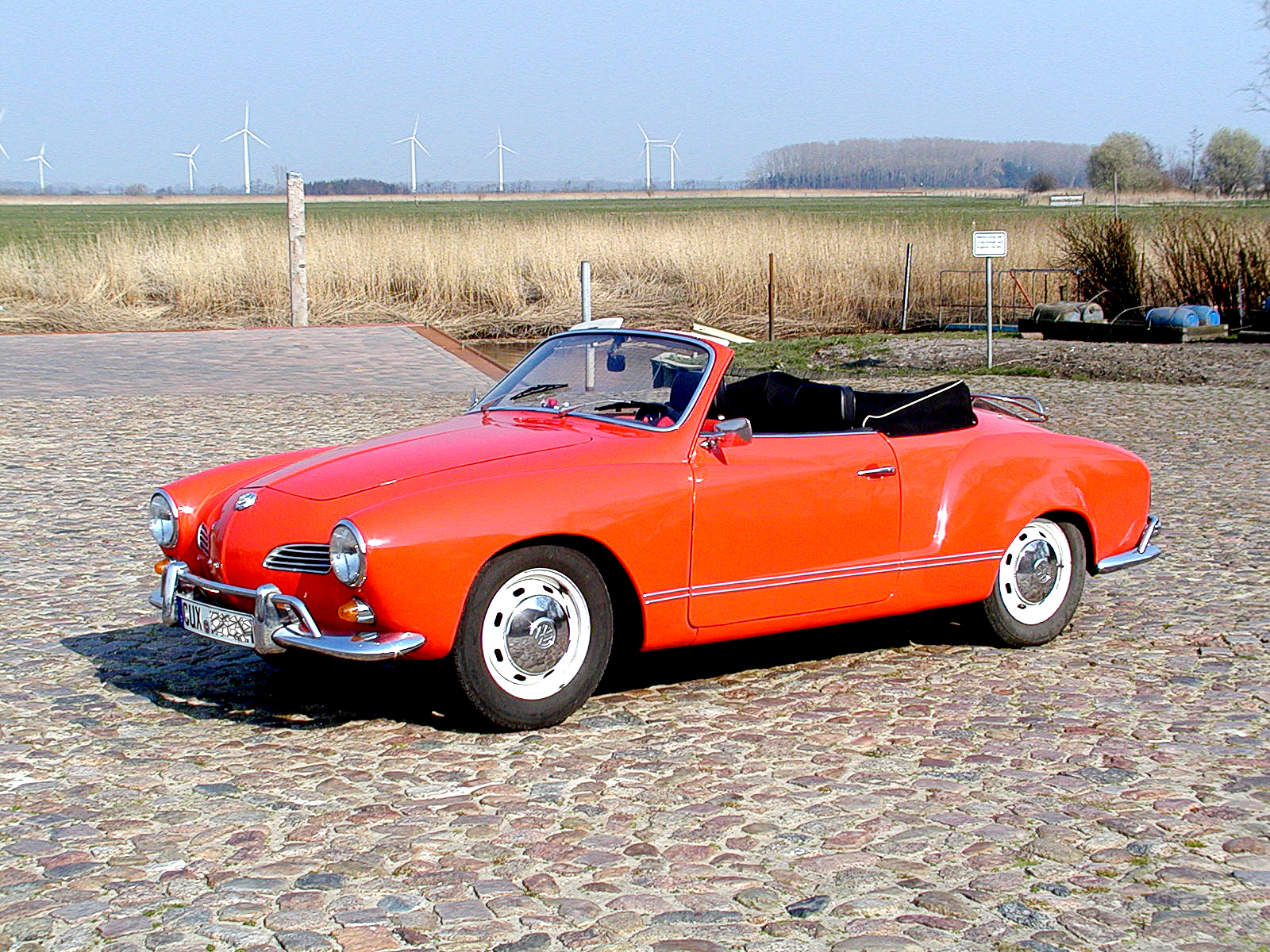
Karmann Ghia descapotable

- 1951 Wilhelm Karmann y el director general de Volkswagen Heinrich Nordhoff hablan por primera vez acerca de la creación de un automóvil deportivo con la base del Volkswagen Tipo 1. Se comienza el proceso de diseño del tipo 14 en Osnabrück. En estos primeros bocetos, el diseño frontal recuerda mucho al del Volkswagen Tipo 1, mientras que la parte trasera ya presenta sus rasgos característicos.
- 1953 Luigi Segre produce un primer prototipo en Turín. Wilhelm Karmann le presenta a Heinrich Nordhoff el proyecto del tipo 14 el 16 de noviembre de 1953, siendo e aprobado para pasar a las líneas de producción.
- 1954 Karmann desarrolla el prototipo de preproducción, se montan las líneas de ensamble y se organiza la logística para la producción.
- 1955  El Volkswagen Karmann Ghia Cupé se presenta ante los concesionarios de la marca y la prensa especializada el 14 de julio en el Hotel Casino de Georgsmarienhütte, cabe mencionar la opinión de la revista Auto Motor und Sport en su número 11, del 26 de mayo de 1956, página 4, afirma lo siguiente: "El tipo 14 es elegante y sólido, pero también es la parodia de un automóvil rápido. Al mes siguiente comienza su producción. Su precio: 7,500 DM. (marcos alemanes).
- 1956 El tipo 14 número 10 000 sale de las líneas de producción. Más de la mitad de su producción es exportada.
- 1957 En el Internationale Automobil-Ausstellung (IAA 38) es presentado el Karmann Ghia Cabriolet. Su comercialización comienza el 1º de noviembre de 1957 con un precio de 8.250 DM. (marcos alemanes).
- 1959 En este año es practicado un primer rediseño al tipo 14. Entre las modificaciones se incluyen:
  - Faros delanteros más grandes, montados 5 cm más alto que la versión anterior.
  - Las pequeñas tomas de aire frontales crecen de tamaño y reciben insertos cromados.
  - Las ventanillas traseras ahora pueden ser abiertas desde el interior.
  - Las calaberas traseras ahora presentan una clara diferenciación entre luz de freno, luz de viaje y luces direccionales.
  - Al interior de la puerta del conductor hay un nuevo descanzabrazos.
  - El sistema de lavaparabrisas y las luces intermitentes de emergencia se vuelven equipo de serie.

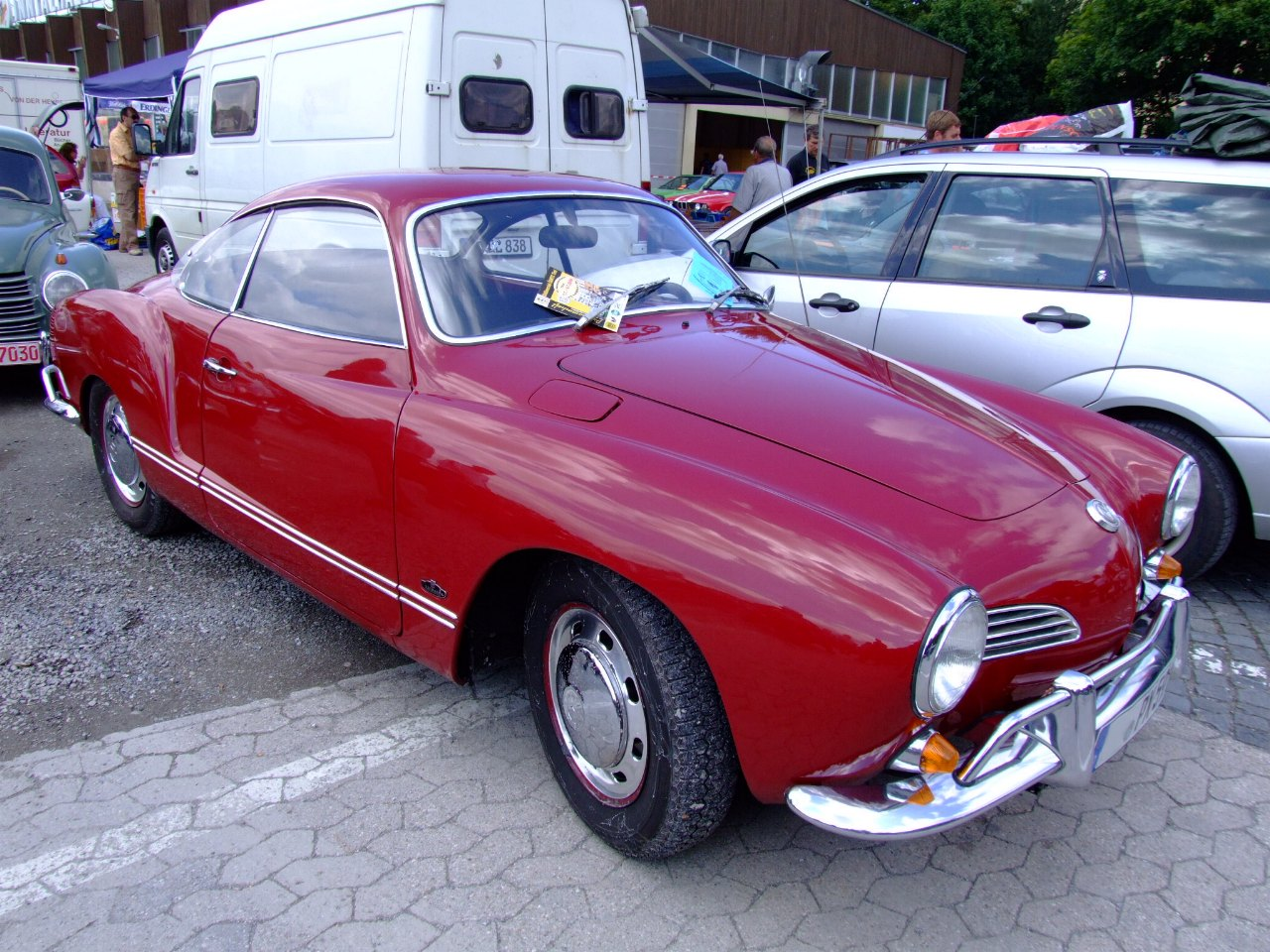
Karmann Ghia Cupé (1967)

- 1960 Karmann abre su fábrica en São Bernardo do Campo, Brasil. La producción en Karmann-Ghia do Brasil comienza el 31 de diciembre de 1960. El tipo 14 se produce con un motor de 1.2 L y 34 CV (como la versión de exportación del Volkswagen Sedán producida en Alemania).
- 1961 El große Karmann Ghia (el Karmann Ghia grande, el tipo 34) comienza su ciclo de producción de serie el 1º de septiembre, únicamente una semana después de haberse presentado al público por primera vez en el Internationale Automobil-Ausstellung (IAA). Con el motor 1.5 L y 45 CV el tipo 34 alcanza una velocidad máxima de 137 km/h. Igualmente se presentó una versión descapotable (convertible) que nunca se produjo en serie, sin embargo, desde un inicio estuvo disponible un techo corredizo eléctrico opconal al precio de 750 DM (marcos alemanes). El precio de lista del cupé es de 8.750 DM que fue considerado como excesivo (comparado con el precio del tipo 14 con 34 CV de 6,935.00 DM), aunque posteriormente hubo una reducción de precio por 450.00 DM, las ventas continuaron siendo muy lentas.
- 1963 A partir de agosto: el tipo 34 es el 1500 S con 54 CV. Ahora tiene la clase correcta para la potencia correcta con una velocidad máxima de 150 km/h y una aceleración de 0 a 100 km/h en 18 s . Sin embargo, este motor es relativamente frágil y requiere de una gasolina de más alto octanaje.
- 1965 A partir de agosto, el tipo 14 recibe, junto al Volkswagen Sedán un nuevo motor 1.3 L con 40 CV. El tipo 34 ahora es el 1600L , ahora con 54 CV, y nuevamente puede ser alimentado con gasolina normal. Ahora presenta unos frenos de disco delanteros. El 1600L tiene unas cifras de desempeño ligeramente inferiores a las del 1500 S (145 km/h de velocidad máxima, 19 s en la aceleración de 0 - 100 km/h).

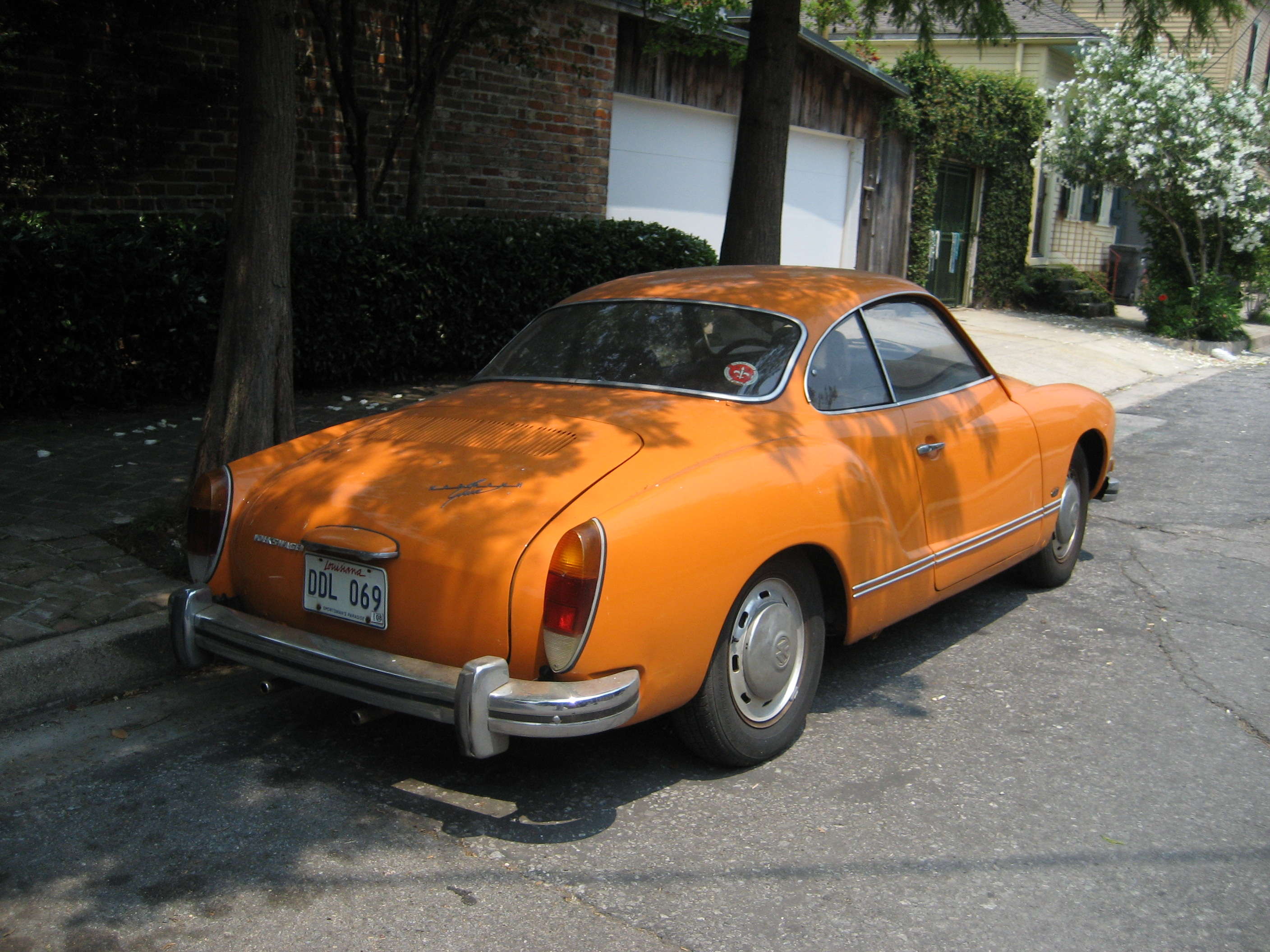
Karmann Ghia Cupé (1973)

- 1966 Para el tipo 14 hay a partir de ahora un nuevo motor disponible: el 1.5 L con 44 CV,nuevamente paralelo al Volkswagen Sedán con el motor más potente disponible. Otro de los cambios destacables en este año es el cambio de los frenos delanteros de tambor por frenos delanteros de disco.
- 1967 Tanto el Karmann Ghia tipo 14 como el tipo 34 reciben nuevos tubos de alimentación de combustible que dan hacia el exterior del automóvil y no al interior de la cajuela delantera como en los modelos anteriores. El sistema eléctrico ahora es de 12 V en lugar de los 6 V anteriores. A partir de septiembre hay una nueva transmisión semiautomática para el tipo 14 (con un pago extra de 465.00 DM, con un refuerzo en la suspensión trasera.
- 1968 Ahora en el tipo 14 los asientos delanteros se recorren ligeramente más hacia en medio del auto, lo que redunda en una mejor visibilidad frontal. Para el tipo 34 1600 ahora hay una caja de cambios completamente automática opcional. Con esta nueva opción, el eje trasero sufre de los mismos cambios que el tipo 14 semiautomático.
- 1969 En junio de 1969 se descontinúa de la producción el tipo 34 con solamente 42,505 unidades terminadas. El tipo 34 estrena luces direccionales frontales distintas, mientras que el descapotable estrena un nuevo medallón trasero de vidrio en lugar del anterior de plástico.
- 1970 En agosto debuta en sociedad el Karmann Ghia TC de la mano de Volkswagen do Brasil, esta nueva variante está basada en el Volkswagen 1600 brasileño. Su motor es un 1.6 L con 50 CV, mismo motor que recibe el tipo 14 en Alemania, al igual que el Volkswagen Sedán 1302 S.
- 1972 Se suspende la producción del tipo 14 en Brasil, dejando únicamente al Karmann Ghia TC en producción, mientras que en Alemania el Karmann Ghia recibe nuevas calaberas con luces de reversa más grandes, defensas más grandes, direccionales más grandes al frente y otros cambios cosméticos menores.
- 1974 El 31 de julio termina la producción alemana del Karmann Ghia, con un total de 443.478 unidades tanto del cupé como del descapotable producidas. El Karmann Ghia se reemplaza por el nuevo Volkswagen Scirocco, basado en el Volkswagen Golf de primera generación.
- 1976 En Brasil se descontinúa la producción del Karmann Ghia TC, cuya producción superó las 18.000 unidades.

## El Karmann Ghia en la cultura popular
- En el episodio de Los Simpson episodio "In Marge We Trust", el Reverendo Lovejoy conduce un Karmann Ghia en un flashback.

- En la película de Quentin Tarantino Kill Bill, Volumen 2, el personaje interpretado por Uma Thurman Beatrix Kiddo conduce un Karmann Ghia en su travesía por México, cabiendo aclarar que en dicho país, este modelo nunca fue comercializado de forma oficial.

- María Félix conducía un Karmann Ghia, como se puede apreciar en una edición de la Revista Life (revista).

- En Octopussy, James Bond trata de hacer autostop a un Karmann Ghia.

- En la película Vertigo de Alfred Hitchcock, Marjorie 'Midge' Wood, personaje interpretado por Barbara Bel Geddes conduce un Karmann Ghia.

- En la película Pretty in Pink, Andie Walsh, personaje interpretado por Molly Ringwald, conduce un Karmann Ghia pintado de color rosa.

- El nombre del personaje de Carmen Ghia de la película y obra Los productores de Mel Brooks, fue inspirado en el automóvil.

- En la película el Superagente 86, Maxwell Smart, interpretado por Steve Carell maneja un Karmann Ghia en una escena haciendo referencia a la serie de TV original del mismo nombre.

- En el videoclip ‘Los chicos no lloran’ de Miguel Bosé, este conduce un Karmann Ghia blanco.

- En la película Ciudad de Dios (Fernando Meirelles, Kátia Lund) (2002) aparece un Karmann Ghia en la escena en la que huyen tras el atraco al motel.

- En la película Cars 2 se menciona como clave entre espías "dicen que el Karmann Ghia no tiene radiador" (puesto que se enfría con las corrientes de aire).

- En la película Grown Ups, en la escena en que llegan las hijas de coprotagonista una de ellas llega en un Karmann Ghia verde aguamarina.

- En las películas mexicanas de El Santo, el enmascarado de plata la mayoría de las ocasiones, el protagonista conduce un Karmann Ghia.

- En el videoclip de la canción ‘La incondicional’ de Luis Miguel aparece un Karmann Ghia color naranja.

- En la película del 2019 Once Upon a Time in Hollywood de Quentin Tarantino  el personaje Cliff Booth, interpretado por Brad Pitt conduce una versión descapotable bastante maltratada.

- En la película Amor garantizado (2020) del director Mark Steven Johnson, el vehículo propiedad de la protagonista, Rachael Leigh Cook, es un Karmann Ghia Coupé color anaranjado y aparece en numerosas ocasiones a lo largo de la misma.

- En la serie estadounidense The Irrational, el protagonista conduce un Volkswagen Karmann Ghia rojo.